# DOA: Dead or Alive
DOA: Dead or Alive is een film uit 2006 onder regie van Corey Yuen. De film is gebaseerd op de computerspelserie Dead or Alive.

## Verhaal
Dead or Alive is een jaarlijkse toernooi in gevechssporten, waar alleen de beste atleten, van de hele wereld aan meedoen. En dit jaar is ook de gevaarlijke en onverslaanbare Kasumi aanwezig...

## Rolverdeling
| Acteur          | Personage         |
| --------------- | ----------------- |
| Jaime Pressly   | Tina Armstrong    |
| Devon Aoki      | Kasumi            |
| Holly Valance   | Christie Allen    |
| Sarah Carter    | Helena Douglas    |
| Natassia Malthe | Ayane             |
| Eric Roberts    | Donovan           |
| Collin Chou     | Hayate            |
| Matthew Marsden | Maximillian Marsh |
| Robin Shou      | Piratenhoofdman   |